# César Cielo
César Augusto Cielo Filho, född 10 januari 1987 i Santa Bárbara d'Oeste i São Paulo i Brasilien, är en brasiliansk frisimmare som är specialiserad på sprintsträckor. 2009 satte Cielo världsrekord på 50 och 100 m frisim långbana.